# Karabinek vz. 24

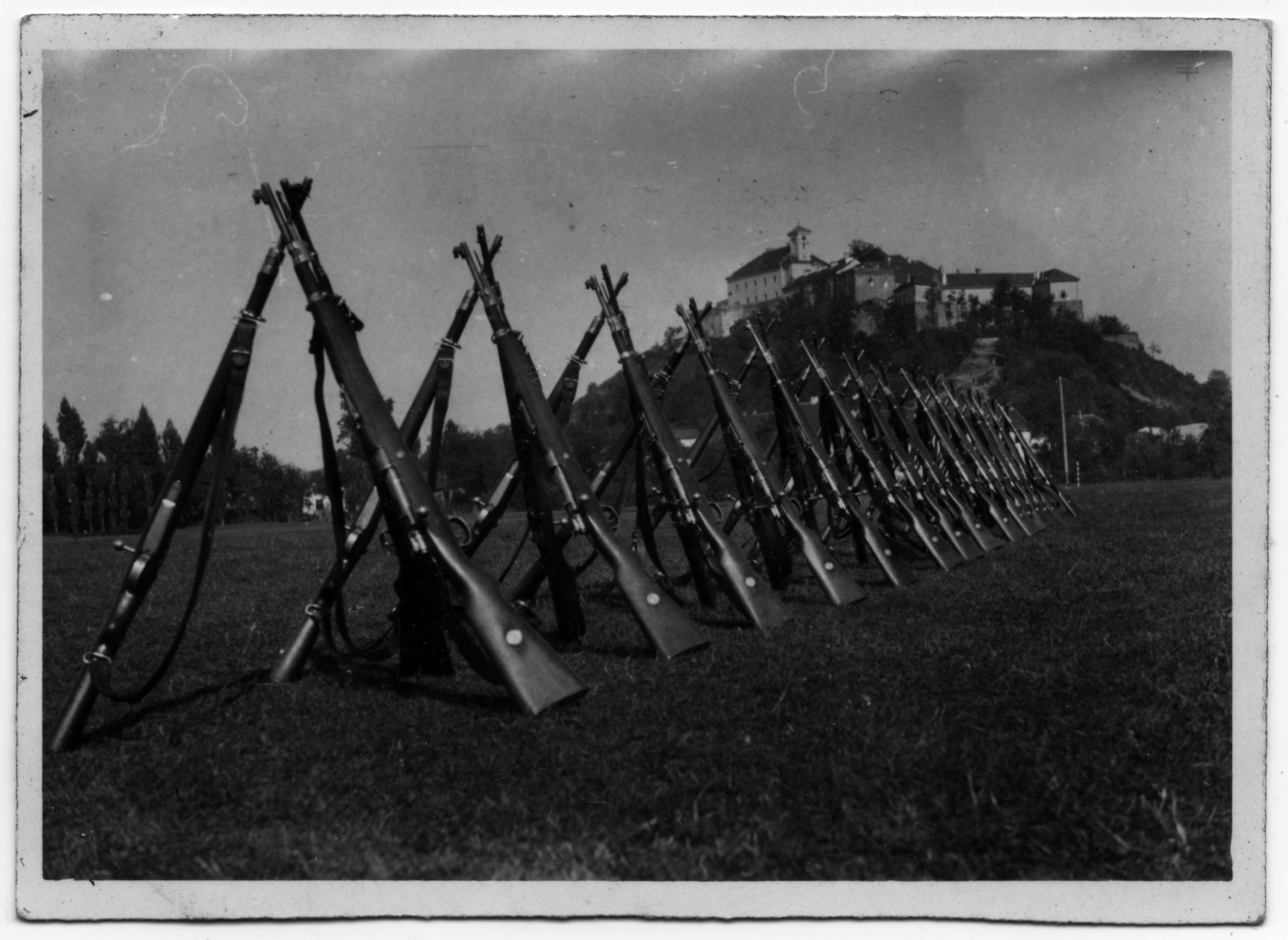
Karabinki vz. 24 ustawione w kozły. W tle zamek Palanka w Mukaczewie na terenie dzisiejszej Ukrainy

Karabinek vz. 24 (czes. Puška vz. 24) – czechosłowacki karabinek produkowany w zakładach Zbrojovka Brno w latach 1924–1942. Przepisowa długa broń palna Wojska Czechosłowacji, wykorzystywana także przez Wehrmacht na frontach II wojny światowej pod oznaczeniem Gewehr 24(t).
W oparciu o karabinek vz. 24 stworzono czechosłowacki karabinek vz. 33 i jugosłowiański Mauser M1924. Wygląd polskiego karabinka wz. 29 podobny był do czechosłowackiego vz. 24.

## Historia konstrukcji
Do początku lat dwudziestych XX wieku na wyposażeniu armii czechosłowackiej znajdował się austro-węgierski karabin Mannlicher M1895. W 1922 zdecydowano ostatecznie, że armia używać będzie karabinu systemu Mausera. Po testach z krótkim niemieckim karabinem Gewehr model 98/23, oznaczonym później jako model 1923, który w seryjnej produkcji oznaczano jako vz. 24 (wzór 1924), zadecydowano o wyborze właśnie tego modelu jako indywidualnej broni długiej Wojska Czechosłowacji.

## Opis konstrukcji
Karabinek vz. 24 konstrukcyjnie oparty był na rozwiązaniach Mausera. Lufa gwintowana (cztery bruzdy prawoskrętne) o długości 590 milimetrów wkręcona w komorę zamkową posiadała muszkę pryzmatyczną na wylocie i celownik ramieniowo-krzywkowy skalowany co 100 metrów (od 300 do 2000) na części tylnej. Zamek czterotaktowy tłokowy, ślizgowo-obrotowy konstrukcji Mausera, z prostą rączką zakończoną gałką. Pod zamkiem w bukowym łożu znajdował się magazynek typu Mausera i urządzenie spustowe. Łoże przymocowane do lufy za pomocą bączków z chwytowymi żłobkami i kanałem do wyciora, z przodu zakończone było obsadą dla bagnetu. Tylny bączek ze strzemiączkiem dolnym i bocznym do pasa nośnego. Kolba bukowa z szyjką z chwytem pół pistoletowym, z dolnym strzemiączkiem do pasa nośnego oraz boczny zaczep. Stopa kolby okuta trzewikiem-stopką. Nakładka na lufie długa, od bączka przedniego do komory zamkowej.

## Użytkownicy
- Argentyna
- Boliwia
- Brazylia
- Chile
- Chiny
- Czechosłowacja
- Ekwador
- Gwatemala
- Iran
- Jugosławia
- Kolumbia
- Litwa
- Łotwa
- Meksyk
- III Rzesza
- Nikaragua
- Peru
- Rumunia
- Słowacja
- Urugwaj
- Wenezuela

## Źródło
- Witold Głębowicz, Roman Matuszewski, Tomasz Nowakowski: Indywidualna broń strzelecka II wojny światowej. Warszawa: Magnum X, Bellona, 2010, s. 19–21. ISBN 978-83-11-11804-1.